# Hoikkajärvi (sjö i Finland, Lappland, lat 66,18, long 27,63)
Hoikkajärvi är en sjö i Finland. Den ligger i kommunen Posio i landskapet Lappland, i den norra delen av landet, 700 km norr om huvudstaden Helsingfors. Hoikkajärvi ligger 257,4 meter över havet. Den är 7 meter djup. Arean är 1,01 kvadratkilometer och strandlinjen är 6,84 kilometer lång. Sjön  ingår i Kemi älvs huvudavrinningsområde.   Den ligger vid sjöarna Koppelojärvi och Aartojärvi. 
I övrigt finns följande vid Hoikkajärvi:
- Koppelojärvi (en sjö)
- Posiolammet (sjöar)